# Coeficiente de dispersão
Coeficiente de dispersão é o fator que expressa a fração de luz visível ou outra radiação eletromagnética ou outra onda dispersa por unidade de distância em um meio participante. Expressa a atenuação causada pela dispersão da radiação, e.g., de energia radiante ou acústica (som), durante sua passagem através de um meio.
O coeficiente de dispersão é usualmente expresso por unidades de distância recíproca, e sua unidade padrão é a fração por metro (/m).
No caso das radiações é relacionado com a probabilidade que a partícula (no caso fótons) tenha uma colisão por unidade de comprimento percorrido do meio em que se desloca.